# 贝维斯马克斯犹太会堂
贝维斯马克斯犹太会堂（Bevis Marks Synagogue, AKA Kahal Sahar Asamaim或Sha'ar ha-Shamayim）位于伦敦市的贝维斯马克斯，是英国最古老的犹太会堂，也是欧洲唯一一座已连续使用超过300年的犹太会堂。
贝维斯马克斯犹太会堂建于1701年，属于伦敦历史悠久的西葡犹太人社团。这是一座一级登录建筑。

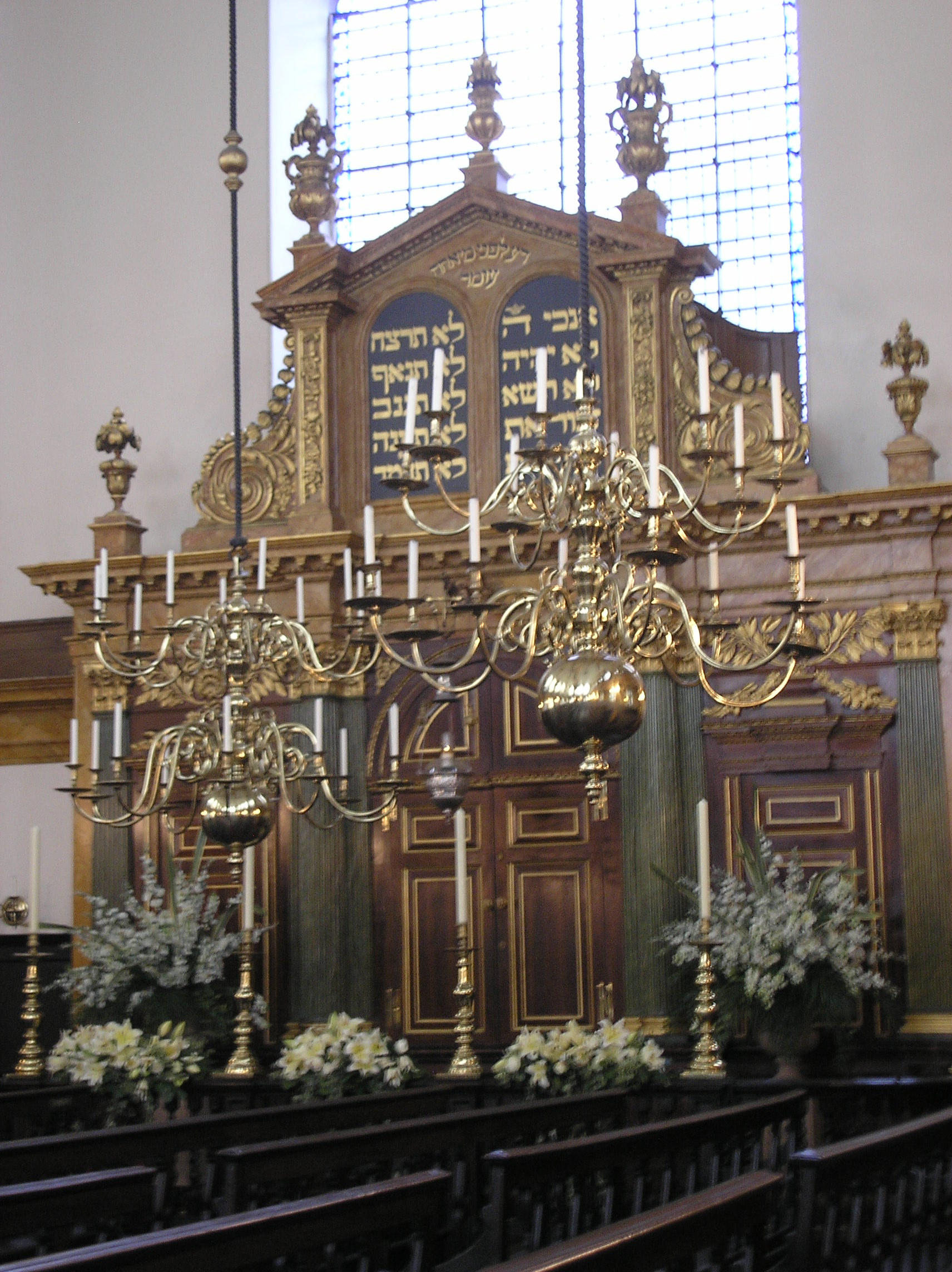
约柜

贝维斯马克斯犹太会堂拥有一个文艺复兴风格的约柜，位于东侧墙壁的中央。它外表看起来好像是用彩色意大利大理石制作，其实完全是用橡木制成。